# Gorfigliano
Gorfigliano è una frazione del comune italiano di Minucciano, nella provincia di Lucca, in Toscana.
Il borgo è situato a 685 m s.l.m. nell'alta Garfagnana, alle pendici del Monte Pisanino.

## Origine del nome
Silvio Pieri fa derivare il toponimo da un fondo prediale ereditario, denominato "Fundus Curfilianus", risalente a un certo Curfilius, capostipite di coloro che ne erano diventati proprietari, dopo la definitiva sconfitta dei Liguri Apuani da parte dei Romani, quando tutti i loro possedimenti divennero territori del popolo romano e furono suddivisi e assegnati a coloni latino-italici di Lucca (180 a.C.). In seguito il termine "fundus" scomparirà e rimarrà solo "Curfilianus" (già indicativo del rimando prediale) che in seguito diventerà Gorfigliano.

## Storia
Il primo nucleo abitativo, risalente al Medioevo, sorse sul "Colle di Casa" attorno ad un castello. Questo sito, alla fine degli anni '90, è stato oggetto di una campagna di scavi archeologici.
Oggi del paese originario rimangono visibili solo un paio di case ed altri ruderi, mentre dell'antico castello restano parte delle mura di cinta e la base della torre sulla quale fu costruito il campanile della settecentesca Chiesa vecchia di Gorfigliano che, come la si vede oggi, è il risultato di un lavoro di parziale ricostruzione, portato avanti da volontari che per 28 anni a partire dal 1983 hanno lavorato per far rinascere la chiesa e la canonica, quest'ultima seriamente danneggiata a seguito del terremoto del 1920. Oggi, in una parte della canonica, è collocato il Museo dell'identità dell'Alta Garfagnana "Olimpio Cammelli".
Gorfigliano è attualmente la frazione più popolosa del comune di Minucciano.

## Monumenti e luoghi di interesse

### "Chiesa Vecchia"
La chiesa dei Santi Giusto e Clemente, detta "Chiesa Vecchia", è un monumento particolarmente significativo del paese e sorge in posizione panoramica su un poggio boscoso dal quale si può ammirare il Lago di Gramolazzo. Fu abbandonata alcuni anni dopo il terremoto del 1920 e successivamente ristrutturata a partire dal 1983 grazie alla volontà dell'allora parroco di Gorfigliano, l'arciprete Alberto Bartolomei (1924-2011). Il 21 e 22 maggio 2011 a Gorfigliano si sono svolte le celebrazioni per il ritorno, alla "Chiesa Vecchia" della "Nostra Signora del Patrocinio", la cui funzione inaugurale è stata presieduta dall'arcivescovo di Lucca, Mons. Benvenuto Italo Castellani.

### Il Crocifisso di Annigoni
Il "Cristo morente" è un affresco realizzato dal maestro Pietro Annigoni nella cappella della Famiglia Pancetti, presso il nuovo cimitero di Gorfigliano, ubicata nel lato destro del camposanto dopo l'ingresso. Si tratta dell'unico affresco che porti la firma del pittore in tutta la provincia di Lucca.

## Società

### Tradizioni e folclore
Tra le tradizioni di Gorfigliano si ricordano i tradizionali "natalecci", falò costruiti intrecciando, prevalentemente rami di ginepro e ginestra, attorno ad un palo di castagno, incendiati ogni anno il 24 dicembre alle ore 18:00.
La seconda domenica del mese di agosto si svolge invece in località Segheria, all'interno del Parco del Marmo, la rievocazione storica dei cavatori del marmo, durante la quale viene mostrata la tecnica del taglio dei blocchi di marmo con il filo elicoidale e le fasi della lavorazione del marmo estratto dal locale bacino marmifero dell'Acqua Bianca.
A Gorfigliano è stata attiva, fino agli anni '80 del XX Secolo, la "Compagnia Maggianti di Gorfigliano" che si esibiva con i tradizionali canti del Maggio drammatico: molti canti del repertorio sono stati scritti dal gorfiglianese Luigi Casotti detto "Luigi dal Bozzo" (1940-2009).

## Cultura

### Museo
All'interno della canonica della Chiesa Vecchia di Gorfigliano è presente il Museo dell'identità dell'Alta Garfagnana "Olimpio Cammelli" inaugurato il 16 maggio 2009. Si tratta di un museo etnografico ove sono presenti oggetti della vita contadina e produttiva della zona, risalenti ai secoli XIX e XX.